# Cortinarius archeri
Espèce
Cortinarius archeri est une espèce de champignons basidiomycètes de la famille des cortinariacées. Elle a été présentée sur la couverture du livre Fungi of Southern Australia par le scientifique Neale Bougher et l'artiste botanique Katrina Syme. L'espèce a été trouvée sur le campus de l'Université de Californie à Santa Cruz.

## Description
Le chapeau, violet foncé au début, devenant brun-violet avec l'âge, fait de 4 à 8 cm de diamètre, est convexe, gluant et lisse. La chair est épaisse et couleur lavande. Les lamelles sont de couleur brune et teintées de lilas-violet. Le pied fait de 6 à 8 cm de long, est cylindrique, souvent renflé à la base, lilas pâle au-dessus de l'anneau et violet foncé en dessous. Les spores sont brunes et vont produire une empreinte brune. L'espèce est inodore. Lorsque C. archeri est jeune, il a un anneau mais celui-ci est fragile et se déchire lorsque le chapeau s'étale et c'est pourquoi il y a peu de traces de l'anneau sur des échantillons arrivés à leur pleine maturité.

## Habitat
L'espèce est commune dans les forêts d'eucalyptus et les forêts mixtes ; ses mycorhizes forment un lien étroit avec les racines d'eucalyptus ou d'arbres étroitement apparentés. Bien que considéré comme solitaire, le champignon peut généralement être trouvé en groupes de deux ou trois. Il peut se développer dans les forêts brûlées récemment et se trouve également dans les pelouses de banlieue.